# Into the Groove
Into the Groove ist ein Lied von Madonna, das von ihr und Stephen Bray geschrieben und produziert wurde. Es erschien im November 1984 auf dem Album Like a Virgin. Die Veröffentlichung als vierte Single daraus fand am 23. Juli 1985 statt. Es ist zudem Teil des Soundtracks zu den Filmen Susan … verzweifelt gesucht und Ich – Einfach unverbesserlich 3 und gilt als eine der wichtigsten „Disco-Hymnen“ der 1980er Jahre sowie als einer von Madonnas bis heute bekanntesten Songs.

## Geschichte
Zum Schreiben des Songs ließ sich Madonna angeblich von einem aus Puerto Rico stammenden Mann, den sie von einem Balkon aus sah, inspirieren. Ursprünglich wollte sie den Song ihrem damaligen Freund, dem DJ Mark Kamins, überlassen. Ende 1984 nahm sie den Hit jedoch in den Sigma Studios für ihre europäische Neuauflage des Albums Like a Virgin auf. In den Vereinigten Staaten wurde Into the Groove ausschließlich auf der B-Seite von Angel veröffentlicht, damit sich nicht zwei Titel von ihr in den Charts gegenseitig Konkurrenz machen sollten. Am 23. Juli 1985 wurde Into the Groove als eigenständige Single-A-Seite in Europa veröffentlicht.
Im Frühjahr 1985 hatte Madonna mit den Singles Material Girl und mit Crazy for You zwei große Verkaufserfolge. Im April veröffentlichte man den Song Into the Groove in den USA auf der B-Seite von Angel, der Titel erreichte Platz fünf der Singles-Charts und hielt sich 17 Wochen in den Hot 100. In den Airplay Charts gelangte die Single bis Platz vier. Die Single wurde in den USA mit einer goldenen Schallplatte ausgezeichnet.
Into the Groove erreichte in den USA in den US-Dance Charts Platz eins und den US-Hot Black Singles Charts Platz 19. Neben Großbritannien schaffte der Hit es auch an die Spitze der Charts von Irland, Australien, Neuseeland, Niederlande, Belgien, Italien und Spanien. Das Anfangszitat des Songtextes diente später als Vorbild des Titels von Madonnas Remix-Album You Can Dance.

## Musik
Der Song vereint Dance und Synthie-Pop mit Elementen einer später als Post-Disco bezeichneten Strömung. Das Stück basiert auf einem mechanisch pochenden, äußerst tanzbaren Drumcomputer-Beat und einer ebenso mechanischen Synthesizer-Bass-Spur. Darüber gelegt sind – für den Post-Disco-Sound der damaligen Zeit typisch – eine Vielzahl verschiedener Synthesizer-Sounds und der teilweise mehrstimmige, mit Halleffekten versehene Gesang von Madonna. Das Instrumental des Songs ist, wie ein Großteil der Madonna-Songs und typisch für den Synth-Pop der mittleren 80er, rein synthetisch produziert, akustische Instrumente finden also keinerlei Verwendung.

## Rezeption

### Kritiken
Julian Weber von der taz kürte Into the Groove zum „besten Madonna-Song“. Er schrieb: „Der Sound ihrer Anfangszeit, irgendwo zwischen Hi-Energy-Disco, Elektro-Hip-Hop und drumgetriebenen Protohouse, wird in diesem Song für mich am plastischsten dargestellt.“

### Chartplatzierungen
| ChartsChartplatzierungen     | Höchstplatzierung | Wochen/ Monate |
| ---------------------------- | ----------------- | -------------- |
| Deutschland (GfK)            | 3 (16 Wo.)        | 16 Wo.         |
| Österreich (Ö3)              | 6 (2 Mt.)         | 2 Mt.          |
| Schweiz (IFPI)               | 2 (13 Wo.)        | 13 Wo.         |
| Vereinigtes Königreich (OCC) | 1 (17 Wo.)        | 17 Wo.         |

| ChartsJahrescharts (1985) | Platzierung |
| ------------------------- | ----------- |
| Deutschland (GfK)         | 21          |
| Schweiz (IFPI)            | 19          |

### Auszeichnungen für Musikverkäufe
| Land/Region                  | Auszeichnungen für Musikverkäufe (Land/Region, Auszeichnung, Verkäufe) | Verkäufe  |
| ---------------------------- | ---------------------------------------------------------------------- | --------- |
| Frankreich (SNEP)            | Gold                                                                   | 500.000   |
| Italien (FIMI)               | Gold                                                                   | 300.000   |
| Neuseeland (RMNZ)            | Gold                                                                   | 5.000     |
| Vereinigte Staaten (RIAA)    | Gold                                                                   | 500.000   |
| Vereinigtes Königreich (BPI) | Gold                                                                   | 957.000   |
| Insgesamt                    | 5× Gold ·                                                              | 2.262.000 |

Hauptartikel: Madonna (Künstlerin)/Auszeichnungen für Musikverkäufe

## Coverversionen
- 1986: Ciccone Youth (ein Nebenprojekt von Sonic Youth)
- 1988: Ed Starink
- 1999: Ten Masked Men
- 2002: Mad’House
- 2003: Missy Elliott feat. Madonna (Into the Hollywoodgroove)
- 2003: Dannii Minogue (Don’t Wanna Lose This Feeling)
- 2003: Superbus
- 2008: French Affair